# لوري إي. كارلسون
لوري إي. كارلسون (بالإنجليزية: Laurie E. Carlson)‏ هو لاعب الكرلنغ ولاعب كرة سلة وسياسي أمريكي، ولد في 12 يناير 1908، وتوفي في 26 مارس 1999. حزبياً، نشط في Wisconsin Progressive Party ‏. وقد انتخب عضو جمعية ولاية ويسكونسن.